# Bucerdea Vinoasă, Alba
Bucerdea Vinoasă (în maghiară Borosbocsard, colocvial Bocsard, în germană Botschard) este un sat în comuna Ighiu din județul Alba, Transilvania, România.
Bucerdea-Vinoasă este un promotor important în păstrarea tradițiilor culturale; anual aici se organizează sărbătoarea secerișului. Este de asemenea un centru viticol important.

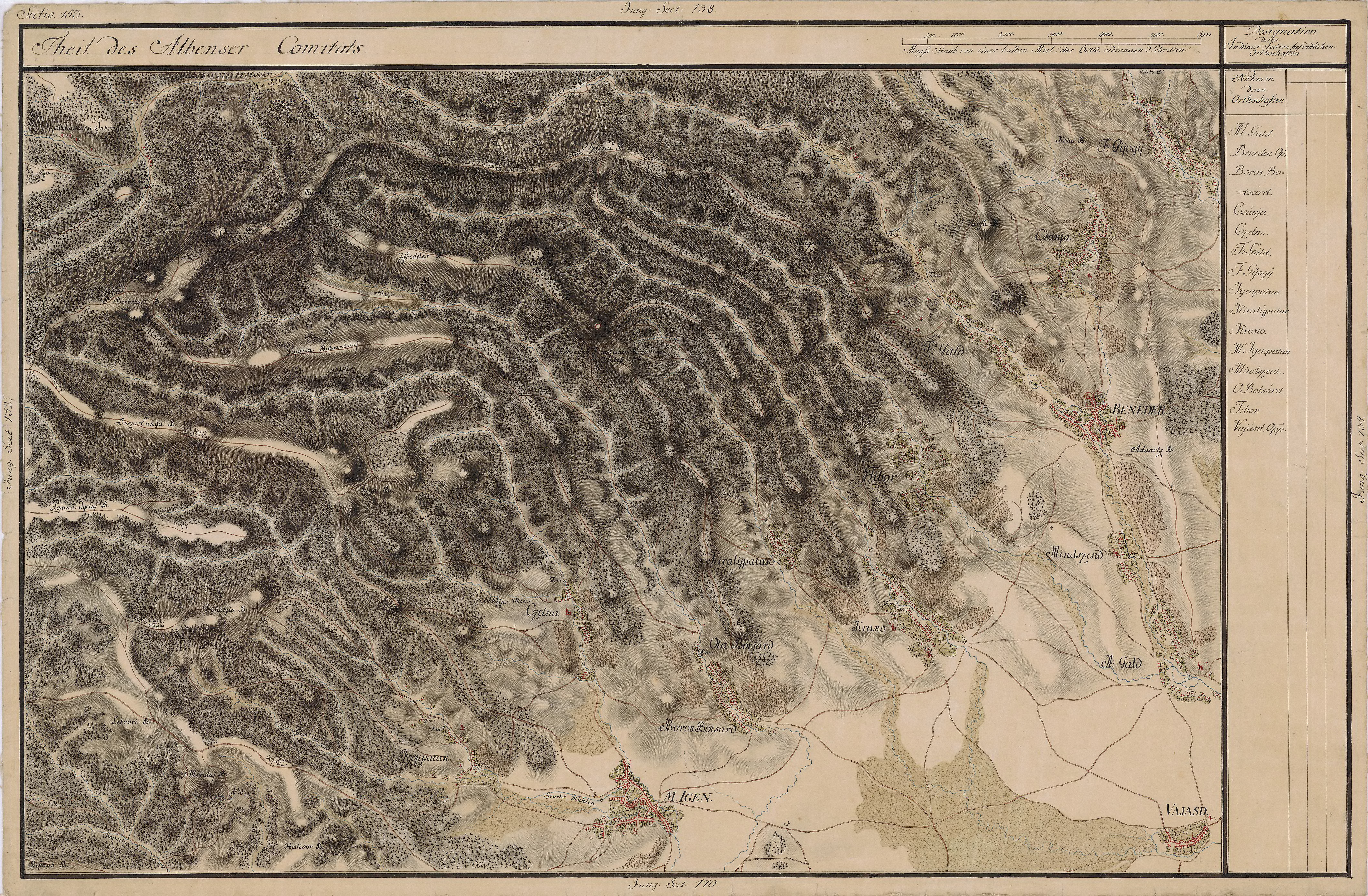
Bucerdea Vinoasă pe Harta Iosefină a Transilvaniei, 1769-73

## Așezare geografică
Satul este străbătut de râul cu același nume, care se varsă apoi în râul Ampoi.

## Monumente
- Satul are trei biserici: una ortodoxă, una greco-catolică și una baptistă.
- În curtea bisericii ortodoxe se află un muzeu etnografic cu articole vechi bisericești, port popular, poze, unelte etc.
- Monumentul Eroilor Români din Primul și Al Doilea Război Mondial. Monumentul este amplasat în sat la nr.76 și a fost ridicat în memoria Eroilor Români din cele Două Războaie Mondiale. Acesta este realizat din beton mozaicat, fiind împrejmuit cu un grilaj metalic. Pe fața monumentului sunt înscrise numele a 52 de eroi români, jertfiți pentru patrie.
- Piatra Craivii - cetatea Apulon (Apollon), este amplasată în apropierea satului; documentele istorice și descoperirile arheologice efectuate după anii 60 ai secolului al XX-lea confirmă faptul că vatra satului a fost localizată la poalele muntelui unde se găsește cetatea și continuitatea pe aceste meleaguri de la daci până în prezent.

## Personalități
- Ioan Pop (avocat) (1890 - 1953), deputat în Marea Adunare Națională de la Alba Iulia 1918